# 1563

## Събития
- Юли 31- Англичаните предават Хавър на французите след обсада.